# Melaleuca uncinata
Espèce
Classification phylogénétique
Melaleuca uncinata est une espèce de plantes à fleurs de la famille des Myrtaceae. C'est un 'arbuste originaire du sud de l'Australie.

## Description
Melaleuca uncinata est un petit arbuste au feuillage persistant qui mesure généralement moins de 2 m de large, mais peut occasionnellement former de petits arbres de 5 m de haut. On le trouve fréquemment en association avec des eucalyptus. Ses fleurs sont blanches, crème ou jaune, et attirent les oiseaux. Cette plante est également le seul hôte connu pour l'espèce rare et menacée Rhizanthella gardneri.